# Шихостанка
Шихоста́нка (рос. Шихостанка, удм. Шихостанка) — присілок у складі Кіясовського району Удмуртії, Росія.
До 2004 року присілок мав статус селища.
Населення — 30 осіб (2010; 27 у 2002).
Національний склад:
- росіяни — 89 %